# Maghrebita
La maghrebita és un mineral de la classe dels fosfats que pertany i dona nom al grup de la maghrebita. Rep el nom de la regió del nord d'Àfrica anomenada «Magrib»".

## Característiques
La maghrebita és un arsenat de fórmula química MgAl₂(AsO₄)₂(OH)₂·8H₂O. Va ser aprovada com a espècie vàlida per l'Associació Mineralògica Internacional l'any 2005. Cristal·litza en el sistema triclínic.
Segons la classificació de Nickel-Strunz, la maghrebita pertany a «08.DC: Fosfats, etc, només amb cations de mida mitjana, (OH, etc.):RO₄ = 1:1 i < 2:1» juntament amb els següents minerals: nissonita, eucroïta, legrandita, strashimirita, arthurita, earlshannonita, ojuelaïta, whitmoreïta, cobaltarthurita, bendadaïta, kunatita, kleemanita, bermanita, coralloïta, kovdorskita, ferristrunzita, ferrostrunzita, metavauxita, metavivianita, strunzita, beraunita, gordonita, laueïta, mangangordonita, paravauxita, pseudolaueïta, sigloïta, stewartita, ushkovita, ferrolaueïta, kastningita, nordgauïta, tinticita, vauxita, vantasselita, cacoxenita, gormanita, souzalita, kingita, wavel·lita, allanpringita, kribergita, mapimita, ogdensburgita, nevadaïta i cloncurryita.
Les mostres que van servir per a determinar l'espècie, el que es coneix com a material tipus, es troben conservades a les col·leccions mineralògiques del Musée cantonal de géologie de Lausanne (Suïssa), amb el número de catàleg: 79792, 79793 i 79794.

## Formació i jaciments
Va ser descoberta a la localitat d'Aghbar, al Cercle d'Agdz, dins la província de Zagora (Regió de Drâa-Tafilalet, Marroc). També ha estat descrita a les veïnes localitats d'Aït Ahmane i Oumlil. Aquesta zona del Marroc és l'única a tot el planeta on ha estat descrita aquesta espècie mineral.